# クリス・ビラム＝スミス
クリス・ビラム=スミス（Chris Billam-Smith、1990年8月2日-）は、イギリスのプロボクサー。エプソム出身。元WBO世界クルーザー級王者。

## 来歴
2019年7月20日、ロンドンのO2アリーナでWBAインターコンチネンタルクルーザー級王者のリチャード・リアクポーと対戦し、10回1-2（94-95、96-93、92-97）の判定負けを喫し王座を獲得に失敗した。
2021年7月31日、マッチルーム・ファイトキャンプでトミー・マッカーシーと対戦し、ビラム=スミスが保持するコモンウェルス王座とマッカーシーが保持するEBUヨーロッパ王座の統一戦及びBBBofC英国クルーザー級王座決定戦を行い、12回2-1（116-112、114-115、115-114）の判定勝ちを収めコモンウェルス王座は2度目の防衛、EBU王座とBBBofC王座を獲得した。
2021年11月13日、シェフィールドのシェフィールド・アリーナでディラン・ブレゲロンと対戦し、12回3-0（120-109、119-109×2）の判定勝ちを収めEBU王座初防衛に成功した。
2022年4月16日、マンチェスターのAO・アリーナでトミー・マッカーシーと9ヶ月振りに再戦し、8回1分28秒TKO勝ちを収めコモンウェルス王座は3度目、EBU王座は2度目の防衛に成功した。
2022年7月30日、ボーンマスのボーンマス・インターナショナル・センターでイサック・チェンバレンと対戦し、12回3-0（117-111×3）の判定勝ちを収めコモンウェルス王座は4度目、EBU王座は3度目の防衛に成功した。
2023年5月27日、ボーンマスのバイタリティー・スタジアムでWBO世界クルーザー級王者ローレンス・オコリーに挑戦し、12回2-0（116-107、112-112、115-108）の判定勝ちを収め王座を獲得した。
2023年12月10日、ボーンマスのボーンマス・インターナショナル・センターでWBO世界クルーザー級5位のマテウシュ・マステルナクと対戦し、8回開始直後にマステルナク陣営が棄権を宣告した為、8回2秒TKO勝ちを収め初防衛に成功した。
2024年6月15日、ロンドンのセルハースト・パークに約1万2千人の観客を動員して、WBO世界クルーザー級1位のリチャード・リアクポーと4年10ヶ月ぶりに再戦し、12回3-0の判定勝ちを収め2度目の防衛に成功した。
2024年11月16日、リヤドのザ・ヴェニューで行われたリヤド・シーズン「ラティーノ・ナイト」でWBA世界クルーザー級スーパー王者のヒルベルト・ラミレスと王座統一戦を行うも、12回0-3（112-116×2、113-116）の判定負けを喫しWBO王座3度目の防衛と王座統一に失敗、WBO王座から陥落した。

## 戦績
- プロボクシング：22戦20勝（13KO）2敗

| 戦           | 日付           | 勝敗 | 時間    | 内容    | 対戦相手                     | 国籍         | 備考                                                                                                   |
| ------------ | -------------- | ---- | ------- | ------- | ---------------------------- | ------------ | --- |
| 1            | 2017年9月16日  | ☆    | 1R 2:01 | TKO     | ラス・ヘンショー             | イギリス     | プロデビュー戦                                                                                         |
| 2            | 2017年10月14日 | ☆    | 1R 2:43 | TKO     | アレクサンダー・トドロビッチ | クロアチア   | |
| 3            | 2017年11月11日 | ☆    | 2R 0:06 | KO      | ジャン・フラズディラ         | チェコ       | |
| 4            | 2017年12月2日  | ☆    | 1R 2:17 | KO      | ラズロ・イバニー             | ハンガリー   | |
| 5            | 2018年3月9日   | ☆    | 5R終了  | TKO     | ゲオルゲ・ダナット           | ルーマニア   | |
| 6            | 2018年6月16日  | ☆    | 8R      | 判定    | ミハル・プレスニック         | スロベニア   | |
| 7            | 2018年10月13日 | ☆    | 5R終了  | TKO     | ロビン・デュプレ             | イギリス     | |
| 8            | 2018年12月15日 | ☆    | 6R 0:45 | TKO     | ケント・カウッピネン         | イギリス     | |
| 9            | 2019年5月10日  | ☆    | 3R終了  | TKO     | ヤッシネ・ハバチ             | イタリア     | |
| 10           | 2019年7月20日  | ★    | 10R     | 判定1-2 | リチャード・リアクポー       | イギリス     | WBAインターコンチネンタルクルーザー級タイトルマッチ                                                    |
| 11           | 2019年11月23日 | ☆    | 5R 1:45 | TKO     | クレイグ・グローバー         | イギリス     | コモンウェルス英国クルーザー級王座決定戦                                                               |
| 12           | 2020年8月7日   | ☆    | 2R 2:05 | TKO     | ネイサン・ソーリー           | イギリス     | コモンウェルス防衛1                                                                                    |
| 13           | 2021年3月20日  | ☆    | 12R     | 判定3-0 | シル・ドゥカル               | チェコ       | WBAコンチネンタルクルーザー級王座決定戦                                                                |
| 14           | 2021年7月31日  | ☆    | 12R     | 判定2-1 | トミー・マッカーシー         | アイルランド | コモンウェルス英国・EBU欧州クルーザー級王座統一戦&BBBofC英国クルーザー級王座決定戦 コモンウェルス防衛2 |
| 15           | 2021年11月13日 | ☆    | 12R     | 判定3-0 | ディラン・ブレジョン         | フランス     | EBU防衛1                                                                                               |
| 16           | 2022年4月16日  | ☆    | 8R 1:28 | KO      | トミー・マッカーシー         | アイルランド | EBU防衛2・コモンウェルス防衛3                                                                          |
| 17           | 2022年7月30日  | ☆    | 12R     | 判定3-0 | アイザック・チェンバレン     | イギリス     | EBU防衛3・コモンウェルス防衛4                                                                          |
| 18           | 2022年12月17日 | ☆    | 5R 1:52 | KO      | アーメンド・アクソージャジ   | コソボ       | |
| 19           | 2023年5月27日  | ☆    | 12R     | 判定2-0 | ローレンス・オコリー         | イギリス     | WBO世界クルーザー級タイトルマッチ                                                                      |
| 20           | 2023年12月10日 | ☆    | 8R 0:02 | TKO     | マテウシュ・マステルナク     | ポーランド   | WBO防衛1                                                                                               |
| 21           | 2024年6月15日  | ☆    | 12R     | 判定3-0 | リチャード・リアクポー       | イギリス     | WBO防衛2                                                                                               |
| 22           | 2024年11月16日 | ★    | 12R     | 判定0-3 | ヒルベルト・ラミレス         | メキシコ     | WBA・WBO世界クルーザー級王座統一戦 WBO陥落                                                             |
| テンプレート |                |      |         |         |                              |              | |

## 獲得タイトル
- コモンウェルス英国クルーザー級王座
- WBAコンチネンタルクルーザー級王座
- BBBofC英国クルーザー級王座
- EBUヨーロッパクルーザー級王座
- WBO世界クルーザー級王座(防衛2)